# 尤烈
尤烈（1507年—？），字子偉，號思所，福建泉州府晉江縣人，民籍，明朝政治人物，嘉靖庚戌進士，仕至江西僉事。

## 生平
福建鄉試第七十六名，嘉靖二十九年（1550年）庚戌科三甲三十九名進士。尤烈為官極其清廉，初授祁門縣知縣，擢南京都察院經歴，晉戶部員外郎，不久升禮部郎中。出為江西僉事，連遭喪，丁憂去官。守喪期滿，仍補官江西，辭歸。起為雲南參議，推辭不出。

## 家族
曾祖尤仁；祖父尤理寶，曾任壽官；父尤明。母洪氏；繼母林氏。具庆下。